# Applied Biosystems
Pour les articles homonymes, voir ABI.
Applied Biosystems (encore appelée ABI ou Applied) est une société de biotechnologie. Elle a fusionné avec PerkinElmer en 1992 pour former Applera Corporation. ABI est devenu Life Technologies en 2008.
Elle fabrique des séquenceurs de gène (Abi prism 310) et des appareils de PCR en temps réel.